# Кэпитал-Хайтс (станция метро)
Кэпитал-Хайтс (англ. Capitol Heights) — подземная пересадочная станция Вашингтонгского метро на Синей и Серебряной линиях. В часы пик также обслуживается Оранжевой линией. Она представлена одной островной платформой. Станция обслуживается Washington Metropolitan Area Transit Authority. Расположена в городе Кэпитал-Хайтс на пересечении Ист-Кэпитал-стрит и Саусен-авеню в непосредственной близости к границе Северо-Восточного квадранта Вашингтона.
Станция была открыта 22 ноября 1980 года.
Открытие станции было совмещено с завершением строительства ж/д линии длиной 5,66 км и открытием ещё двух станций: Беннинг-роад и Эддисон-роад. Открытие Серебряной линии запланировано на 2013 год.